# Galvanización en frío
El galvanizado en frío es un recubrimiento de zinc que se aplica sobre acero mediante pistola, brocha o rodillo. Para que este tipo de producto tenga una resistencia a la corrosión equivalente al galvanizado en caliente se requiere que la pintura seca contenga un mínimo de 92% de zinc en adelante. Además es necesario que la capa sea conductora de la electricidad, solamente con estas 2 características es capaz de proteger al acero galvánicamente (protección catódica).
Por lo anterior este tipo de productos deben cumplir con varias normas ASTM. Las pinturas ricas en zinc no cumplen con estas normas y no pueden ser consideradas para protección galvánica.
Aplicaciones
El Galvanizado en frío se utiliza ampliamente para lo siguiente:
- Estructuras de acero
- Aplicando el galvanizado en frío en un espesor mínimo de 100 micrones, se logra la misma protección que el galvanizado en caliente.
- Reparación de Galvanizado dañado
- Se utiliza para reparar galvanizado en caliente dañado por soldadura, corte, quemadura, cizallamiento, etc.
- Regeneración de superficies galvanizadas
- Se utiliza para regenerar superficies galvanizadas en caliente erosionadas por el tiempo.
- Protección de soldaduras: las soldaduras son susceptibles de corroerse dado que el área soldada tiene un potencial eléctrico distinto al del metal base. Al aplicar galvanizado en frío sobre las costuras de soldaduras y a sus alrededores, inhibe la corrosión de estas mediante protección galvánica.

- Datos: Q25410238